# Vereinbarte Niederschrift
Die vereinbarte Niederschrift (engl. agreed minutes) ist ein Dokument der Europäischen Union, das im Rahmen der Beziehungen zwischen der Gemeinschaft und einem Drittstaat herangezogen wird.
Die EU empfiehlt die Form der vereinbarten Niederschrift statt eines einfachen Briefwechsels in gemeinschaftlichen Angelegenheiten mit Drittstaaten, sofern man sich auf einen gemeinsamen Text einigen konnte und falls es keinen offiziellen Vorschlag weder von einer Partei noch eine Verpflichtung zur Annahme von Seiten der anderen Partei gibt, oder falls nicht erwünscht ist, aufzudecken von welcher Seite die Initiative ausging. In einer derartigen Niederschrift wird üblicherweise die Formulierung „Die Vertreter der Gemeinschaft sind übereingekommen...“. Mittels einer vereinbarten Niederschrift können Wiederholungen bei Anlagen (beispielsweise Zolltarif-Listen) vermieden werden und Fehlerrisiken oder Abweichungen minimal gehalten werden. (Manual of Precedents, VI 1.5, footnote 1)

## Vereinbarte Niederschrift mit Kroatien
Im Rahmen der Bedenken Sloweniens über die Errichtung einer ausschließlichen Wirtschaftszone (AWZ) in der Adria, kam es am 4. Juni 2004 zu einem Treffen der Adria-Trilaterale (Slowenien, Kroatien, Italien). In der vereinbarten Niederschrift wurde festgelegt, dass sich Kroatien der Aktivierung der ausschließlichen ökologischen und fischereirechtlichen Zone (ZERP) auf europäische Staatsbürger und rechtliche Personen enthält, solange im Rahmen der Beitrittsverhandlungen dies bei den fischereirechtlichen Verhandlungen nicht geregelt wird. Im Gegenzug wurde Kroatien der Beginn von Beitrittsverhandlungen zugesagt. Kroatien wünscht die ausschließliche Fischereizone mit 1. Januar 2008 vollständig zu aktivieren, da bereits 2007 gravierende Verschlimmerungen des Fundusstandes an Fischvorkommen in der gesamten Adria beobachtet werden konnten. Kroatien wünscht sich daher eine geregelte Einflussnahme gegenüber illegaler Fischerei. Insbesondere die Kroatische Bauernpartei, welche nach den Parlamentswahlen im November 2007 voraussichtlich an der neuen kroatischen Regierung beteiligt sein wird, hält daran fest, dass die ausschließliche Wirtschaftszone Kroatiens in der Adria auch auf EU-Bürger angewandt werden sollte.
Slowenien erachtet diese ausschließliche Wirtschaftszone jedoch als einseitige Präjudizierung der Grenzen zu diesem Staat und droht mit einem Einfrieren gewisser Verhandlungskapitel. Gemäß völkerrechtlicher Bestimmungen der Seerechtskonvention ist Kroatien jedoch dazu befugt. Kroatische Völkerrechts-Experten kritisieren zudem das slowenische Verhalten in dieser Frage, da es sich in diesem Falle nicht um eine Präjudizierung der Grenzen handelt. Die Seerechtskonvention erachtet jegliche Gewässer innerhalb der Zwölfmeilenzone als territoriale Gewässer. (Die Gewässer Sloweniens gehen nicht über die Zwölfmeilenzone hinaus.) Es handelt sich daher um einen Disput betreff der Territorialgewässer und nicht der Gewässer, die im Rahmen der ausschließlichen Wirtschaftszone betroffen sind. Die vereinbarte Niederschrift sei nicht mit dem Völkerrecht vereinbar. Zudem wird eine differenzierte und ungerechte Herangehensweise gegenüber Kroatien bemängelt, da Slowenien bereits selbst 2005 eine ausschließliche Wirtschaftszone entgegen den Bestimmungen der Seerechtskonvention ausgerufen hatte. Eine bindende Wirkung der Niederschrift wird vom kroatischen Außenministerium verneint. Von Seiten der Europäischen Kommission wurde bereits heftige Kritik geäußert. Näheres zu Seerechtsstreit zwischen Kroatien und Slowenien, siehe Internationale Konflikte der Nachfolgestaaten Jugoslawiens.